# Andrea Turazzi
Andrea Turazzi (Bondeno, 24 agosto 1948) è un vescovo cattolico italiano, dal 3 febbraio 2024 vescovo emerito di San Marino-Montefeltro.

## Biografia
Nasce a Stellata, frazione di Bondeno, in provincia e arcidiocesi di Ferrara, il 24 agosto 1948.

### Formazione e ministero sacerdotale
Entra in seminario nel 1958, ottiene la maturità classica nel 1967 e, dopo aver frequentato i corsi filosofico-teologici, consegue la licenza in teologia dell'evangelizzazione presso lo Studio teologico accademico bolognese. Segue i corsi di teologia spirituale alla Facoltà teologica dell'Italia settentrionale, a Milano.
Il 27 maggio 1972 è ordinato presbitero da Natale Mosconi, allora arcivescovo di Ferrara e amministratore apostolico di Comacchio.
È vicario parrocchiale della parrocchia della Madonnina in Ferrara dal 1972 al 1973; vicario parrocchiale a Pontelagoscuro dal 1973 al 1974; assistente arcidiocesano e regionale di Azione Cattolica Ragazzi dal 1974 al 1984; direttore spirituale del seminario arcivescovile di Ferrara dal 1984 al 2001; parroco del Corpus Domini in Ferrara dal 2001 al 2005. Dal 2005 fino alla nomina episcopale è parroco della parrocchia della Sacra Famiglia in Ferrara, alla periferia della città, e ricopre l'incarico di pro-vicario generale dell'arcidiocesi estense.
Dal 1990 al 1996, inoltre, è direttore dell'ufficio catechistico arcidiocesano e coordinatore degli uffici pastorali; dal 2006 fino alla nomina episcopale è delegato arcivescovile per il diaconato permanente e per l'Ordo Virginum; dal 2009 al 2012 è assistente unitario di Azione Cattolica; sempre nel 2012 è stato riconfermato membro del consiglio presbiterale e del collegio dei consultori. È docente di catechetica e di teologia spirituale all'Istituto di Scienze Religiose "Beato Tavelli".
Il 5 gennaio 2006 è insignito da papa Benedetto XVI del titolo di cappellano di Sua Santità.

### Ministero episcopale
Il 30 novembre 2013 papa Francesco lo nomina vescovo di San Marino-Montefeltro; succede a Luigi Negri, precedentemente nominato arcivescovo di Ferrara-Comacchio. Il 25 gennaio 2014 riceve l'ordinazione episcopale, nella cattedrale di Ferrara, per l'imposizione delle mani del cardinale Carlo Caffarra, co-consacranti gli arcivescovi Luigi Negri e Paolo Rabitti. Il 2 marzo prende possesso della diocesi, nella cattedrale di Pennabilli.
È stato membro della Commissione episcopale per la cultura e le comunicazioni sociali della Conferenza Episcopale Italiana ed è delegato per il laicato, per la pastorale giovanile e per le vocazioni della Conferenza episcopale dell'Emilia-Romagna.
Il 3 febbraio 2024 lo stesso papa accoglie la sua rinuncia, presentata per raggiunti limiti di età, al governo pastorale della diocesi di San Marino-Montefeltro; gli succede Domenico Beneventi, del clero di Acerenza. Rimane amministratore apostolico della diocesi fino all'ingresso del successore, avvenuto il 18 maggio seguente.
Da vescovo emerito risiede a Pennabilli, in diocesi di San Marino-Montefeltro.

## Genealogia episcopale
La genealogia episcopale è:
- Cardinale Scipione Rebiba
- Cardinale Giulio Antonio Santori
- Cardinale Girolamo Bernerio, O.P.
- Arcivescovo Galeazzo Sanvitale
- Cardinale Ludovico Ludovisi
- Cardinale Luigi Caetani
- Cardinale Ulderico Carpegna
- Cardinale Paluzzo Paluzzi Altieri degli Albertoni
- Papa Benedetto XIII
- Papa Benedetto XIV
- Papa Clemente XIII
- Cardinale Marcantonio Colonna
- Cardinale Giacinto Sigismondo Gerdil, B.
- Cardinale Giulio Maria della Somaglia
- Cardinale Carlo Odescalchi, S.I.
- Cardinale Costantino Patrizi Naro
- Cardinale Lucido Maria Parocchi
- Papa Pio X
- Papa Benedetto XV
- Papa Pio XII
- Cardinale Eugène Tisserant
- Papa Paolo VI
- Cardinale Giovanni Colombo
- Cardinale Giacomo Biffi
- Cardinale Carlo Caffarra
- Vescovo Andrea Turazzi

## Opere
- Andrea Turazzi, Alle prime luci dell'alba. Ed è subito gioia, Cantalupa, Effatà Editrice, 2020, ISBN 978-8869295522.